# Pierre Rodocanachi
Pierre André Emmanuel Rodocanachi (París, 2 de octubre de 1938) es un deportista francés que compitió en esgrima, especialista en la modalidad de florete.
Participó en los Juegos Olímpicos de Tokio 1964, obteniendo una medalla de bronce en la prueba por equipos. Ganó dos medallas de bronce en el Campeonato Mundial de Esgrima en los años 1963 y 1965.

## Palmarés internacional
| Juegos Olímpicos   | Juegos Olímpicos | Juegos Olímpicos  | Juegos Olímpicos    |
| Año                | Lugar            | Medalla           | Prueba              |
| ------------------ | ---------------- | ----------------- | ------------------- |
| 1964               | Tokio (Japón)    | Medalla de bronce | Florete por equipos |
| Campeonato Mundial |                  |                   |                     |
| Año                | Lugar            | Medalla           | Prueba              |
| 1963               | Danzig (Polonia) | Medalla de bronce | Florete por equipos |
| 1965               | París (Francia)  | Medalla de bronce | Florete por equipos |